# Apopestes maura
Apopestes maura là một loài bướm đêm trong họ Erebidae.